# Station Morpeth
Morpeth is een spoorwegstation van National Rail aan de East Coast Main Line in Morpeth, Castle Morpeth in Engeland. Het station is eigendom van Network Rail en wordt beheerd door Northern Rail. Het station is geopend in 1847.